# Nehodiv
Nehodiv (německy Nehodiw) je obec v okrese Klatovy v Plzeňském kraji. Žije zde 76 obyvatel.

## Základní údaje
V centru Nehodíva se nachází kaplička se zvoncem řízeným počítačem, který zvoní každou půlhodinu. Také je v Nehodívě vápencový lom, ze kterého se těží bílý vápenec. Nehodívu vévodí kopec Stírka, který svou výškou 702 metrů dominuje celému širokému okolí. Jeho název je pravděpodobně odvozen od štírů, kteří tam údajně dříve žili. Jihozápadně od obce se nachází přírodní památka Dolejší drahy.

## Název
Název je odvozen z osobního jména Nehoděj.

## Historie
První písemná zmínka o obci pochází z roku 1558.
Od roku 1780 se poblíž vesnice těžil mramor na výrobu vápna. Teprve později byl kámen použit pro architekturu. Nehodivský mramor je bílý, šedě až černě šmouhovaný a pruhovaný krystalický karbonátových hornín.

## Obyvatelstvo
| Rok            | 1869 | 1880 | 1890 | 1900 | 1910 | 1921 | 1930 | 1950 | 1961 | 1970 | 1980 | 1991 | 2001 | 2011 | 2021 |
| -------------- | ---- | ---- | ---- | ---- | ---- | ---- | ---- | ---- | ---- | ---- | ---- | ---- | ---- | ---- | ---- |
| Počet obyvatel | 277  | 340  | 293  | 306  | 291  | 262  | 240  | 173  | 168  | 126  | 94   | 77   | 74   | 67   | 65   |
| Počet domů     | 41   | 48   | 51   | 51   | 52   | 50   | 51   | 51   | 43   | 37   | 27   | 41   | 43   | 43   | 42   |

## Obecní správa
Mezi lety 1850–1879 Nehodiv patřil jako osada obce k Štipoklasům v okrese Klatovy. V letech 1880–1975 byl obcí v okrese Klatovy (1880–1930), poté v okrese Horažďovice (1950) a později opět v okrese Klatovy. Od 1. července 1975 do 31. prosince 1991 patřil jako část obce k Myslívu a od 1. ledna 1992 je opět samostatnou obcí.

### Obecní symboly
Znak a vlajka byly obci uděleny rozhodnutím předsedy Poslanecké sněmovny Parlamentu České republiky dne 27. února 2004.

## Osobnosti
- Karel Kněz, vrchní četnický strážmistr působící do roku 1942 v Ležákách

## Galerie

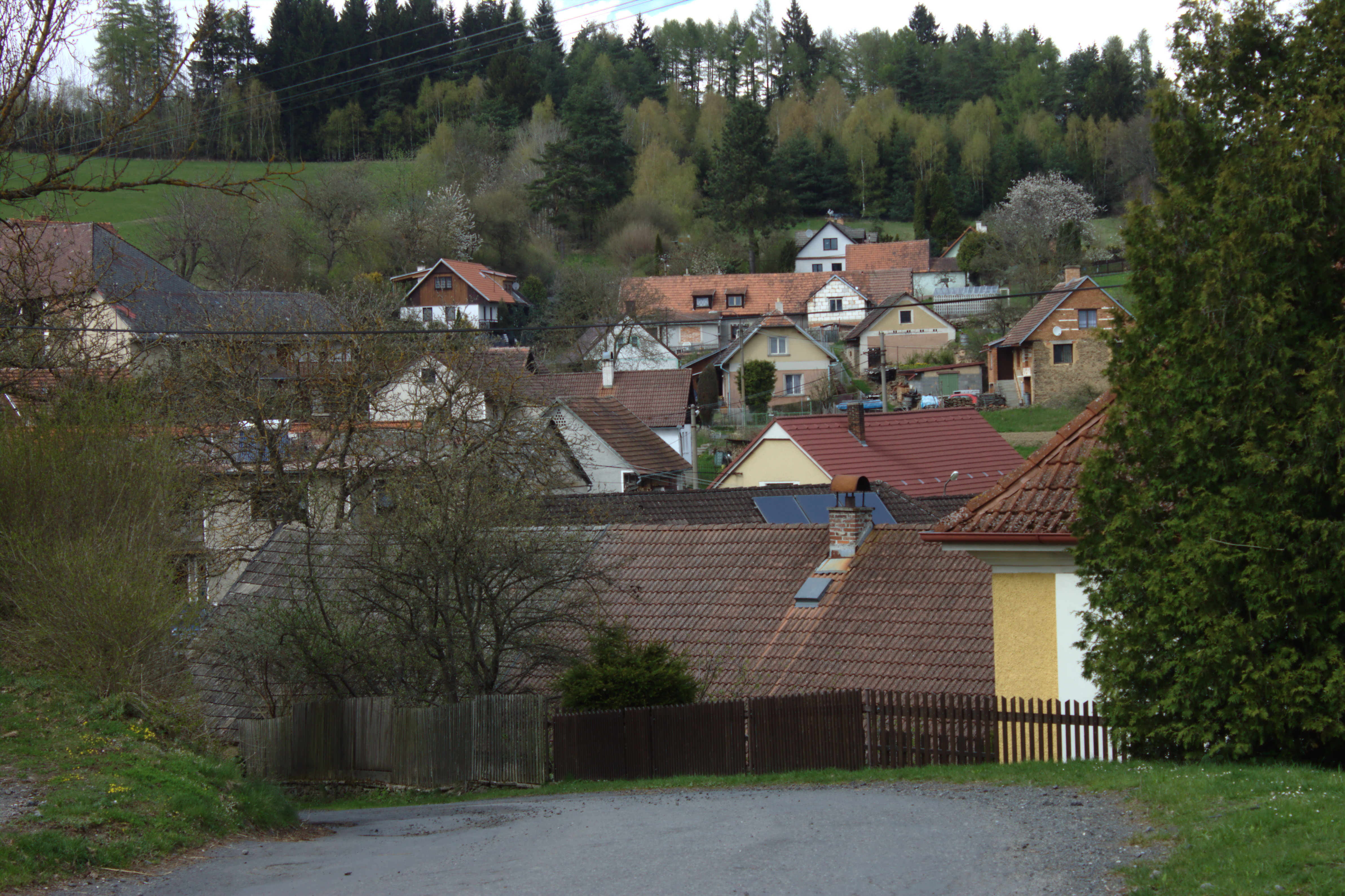
Pohled na ves zdáli
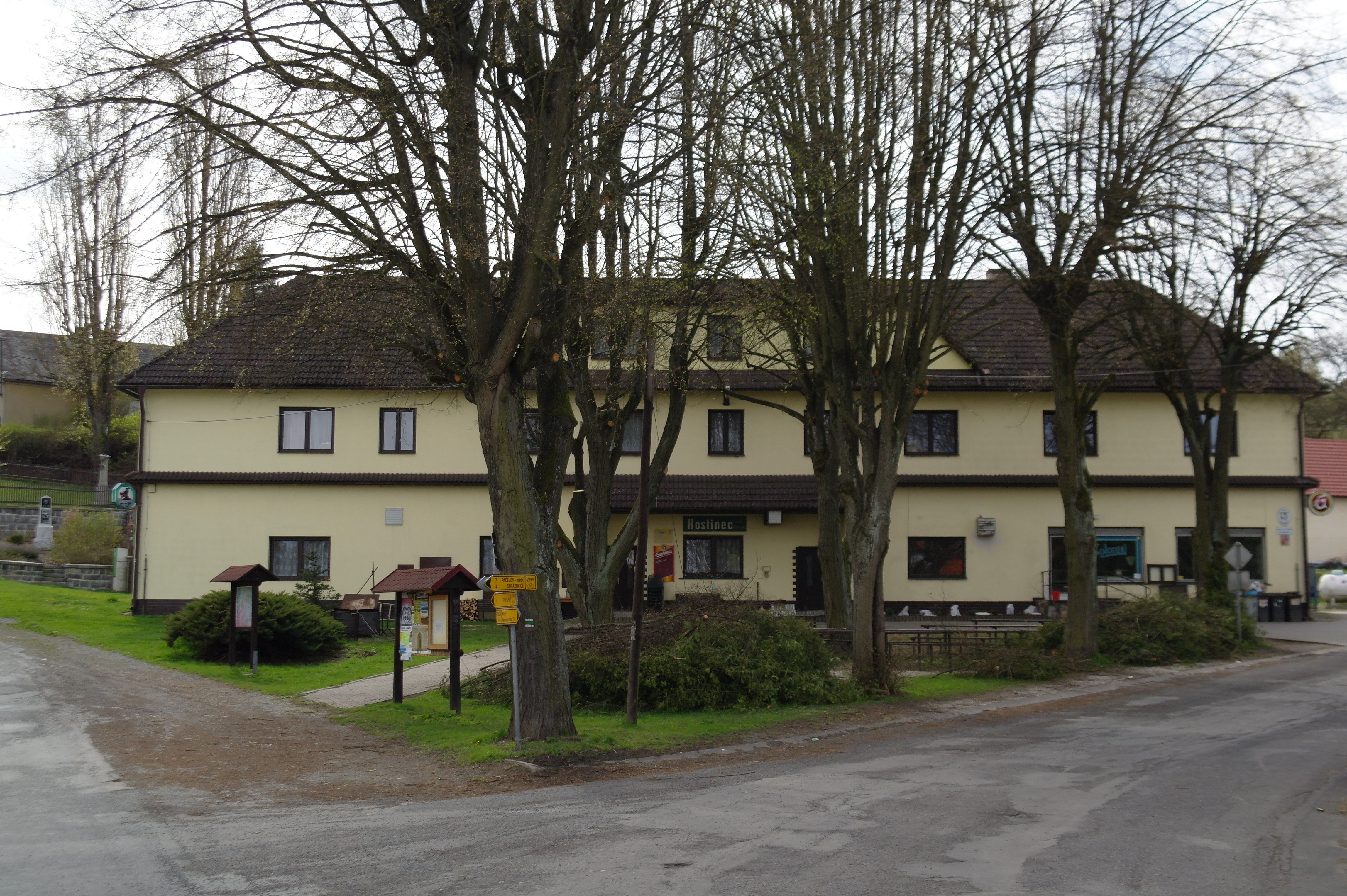
Budova hostince
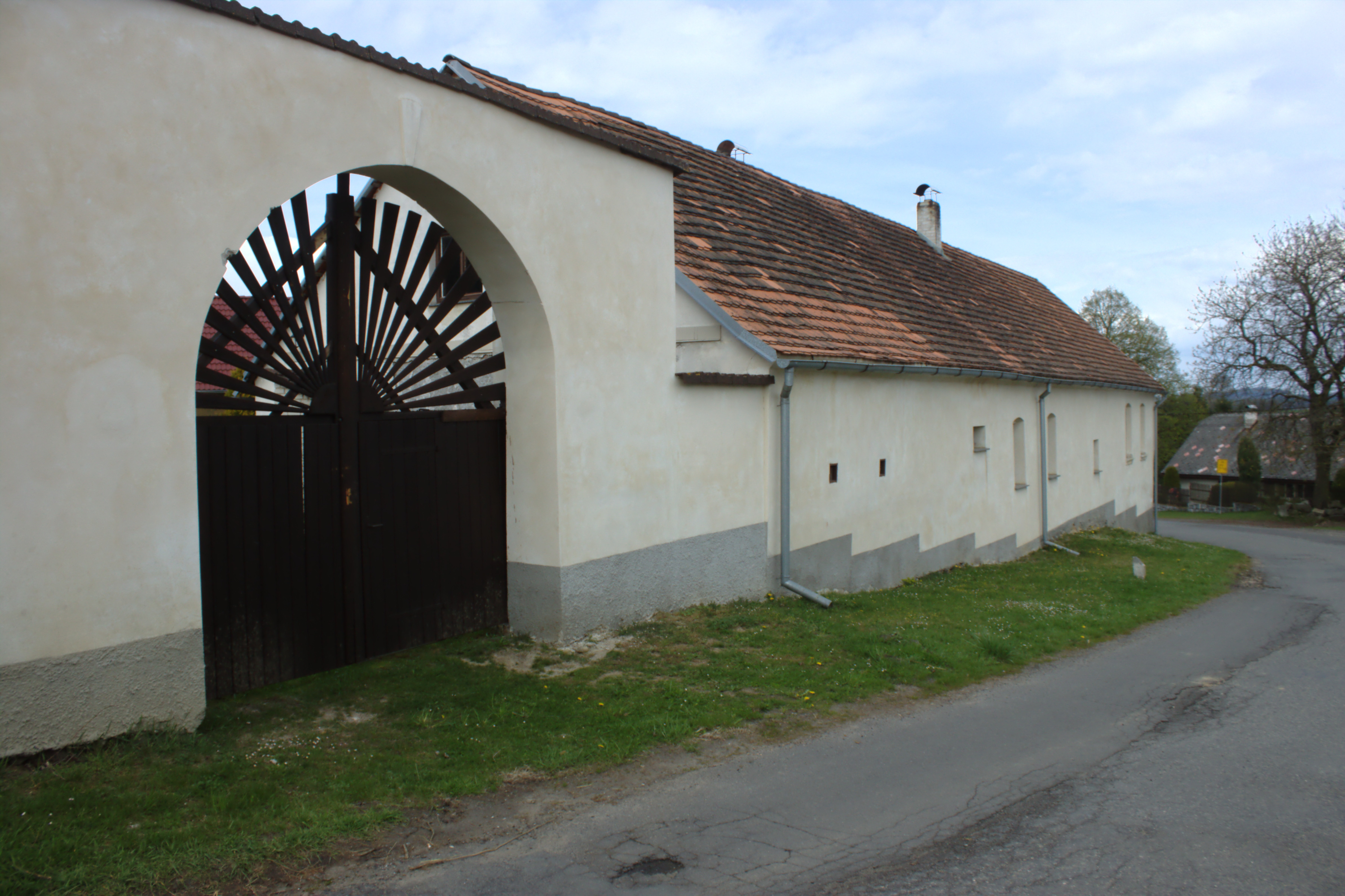
Vrata statku